# Schule (Psychologie)
Als Schule bezeichnet man in der Psychologie ein Kollegium, das gemeinsam vertretene konsente Ansichten, eine gemeinsame wissenschaftliche Tradition und eine gemeinsame Lehrmeinung hat. Die Schulenzugehörigkeit spielt in der wissenschaftlichen Praxis eine sehr viel größere Rolle, als es in anderen wissenschaftlichen Disziplinen der Fall ist. Psychologen einer gemeinsamen Schule entwickeln oft einen engeren kollegialen Zusammenhalt und verteidigen ihre Ansichten gemeinsam gegenüber anderen Schulen, die gern ausgegrenzt und in ihren Mängeln dargestellt werden.
Die Schulenzugehörigkeit stellt für jeden Psychologen ein wichtiges Merkmal dar, denn so kann er sich sicher sein, im Kollegium einen großen Satz gemeinsamer Ansichten und Vorkenntnisse anzutreffen, was mit Angehörigen einer fremden Schule nicht der Fall ist.
Nicht gemeint ist hiermit die Disziplin, der Fachbereich oder der Lehrstuhl, in denen durchaus Angehörige unterschiedlicher Schulen zusammenarbeiten.

## Beispiele für psychologische Schulen (alphabetisch)

### Behaviorismus
Der Behaviorismus entstand Anfang des 20. Jahrhunderts v. a. in den Vereinigten Staaten (1913 erschien J. B. Watsons programmatischer Artikel „Psychology as the Behaviorist views it“). Watson arbeitete auf der Grundlage Pawlows, der die konditionierten Reflexe untersucht hatte. Ausgangspunkte des Behaviorismus waren u. a. die Ablehnung der Introspektion als Untersuchungsmethode und die Orientierung der Psychologie am Modell der Naturwissenschaften. Für den Behaviorismus ist das Verhalten (engl. behavior) der eigentlich interessante Forschungsgegenstand, nicht (hypothetische) innere Prozesse. Prinzipiell sieht der Behaviorismus das Verhalten eher von aktuellen Bedingungen in der Umwelt des Individuums und von der Lerngeschichte geprägt als von der genetischen Veranlagung. Watson als Vertreter des klassischen Behaviorismus schloss die Erforschung der von Außenstehenden nicht beobachtbaren Vorgänge wie Denken, Planen, Fühlen usw. aus der wissenschaftlichen Untersuchung weitgehend aus (leugnete sie aber nicht). Man nennt diesen Ansatz daher auch den methodologischen Behaviorismus. Während der methodologische Behaviorismus im Forschungsprogramm der empirisch-wissenschaftlichen Psychologie aufging, entwickelte B. F. Skinner einen weitergehenden Ansatz, in dem er alle Aktivitäten des Organismus – und damit auch innerpsychische Vorgänge – als Verhalten betrachtete, das einer wissenschaftlichen Untersuchung zugänglich ist (Radikaler Behaviorismus, Verhaltensanalyse). In den 1960er Jahren verlor der Behaviorismus seine bis dahin vorherrschende Stellung in der akademischen Psychologie an den Kognitivismus (sogenannte kognitive Wende).

Weitere Vertreter des Behaviorismus:
- Clark L. Hull
- Edward C. Tolman

### Funktionalismus
Nach William James (Harvard) Ende des neunzehnten Jahrhunderts. Die Funktionalisten lehnten die Statistik als Methode der Analyse des Bewusstseins ab und wollten vielmehr ein Verständnis für seinen fließenden Charakter entwickeln, seine Prozesse untersuchen. Sie stellten das Lernen in den Vordergrund der Betrachtungen und orientieren sich dabei an den Werken von Charles Darwin.
- Introspektion als psychologische Methode
- Anpassungsmechanismen

### Gestaltpsychologie
Die Gestaltpsychologie entstand etwa gleichzeitig mit dem Behaviorismus. Als Gründer gilt Max Wertheimer. Die zentrale Annahme dieser Schule besteht darin, dass einem aus Teilen zusammengesetzten Bewusstseinsprozess eine eigene Qualität zukommt, die die Summe der Einzelteile nicht hat – eben die Gestalt. Es ist mehr als die Summe seiner Teile – dieser Satz ist in der Wissenschaft weithin bekannt geworden.
- Wahrnehmung und ihre Effekte
- Phi-Phänomen
- Mustererkennung
- gegen Strukturalismus orientiert
- gegen Funktionalismus orientiert
- gegen Behaviorismus orientiert
- qualitative vor quantitative Methoden

### Individualpsychologie
Als Individualpsychologie wird das dynamische Konzept einer nicht-mechanistischen, verstehenden Psychologie angesehen, welches die sozialen menschlichen Beziehungen und die Auseinandersetzung des Individuums mit seiner Umwelt in den Mittelpunkt stellt.

### Kognitive Psychologie
Die Kognitionspsychologie wurde seit Ende der 1970er Jahre als eine eigenständige Arbeitsrichtung entwickelt und ist eine Ableitung des Kognitivismus. Sie integriert viele Aussagen anderer Schulen. Sie ist deshalb mit vielen Schulen verträglich.

### Psychoanalyse
Hiernach stellen die bewussten psychischen Vorgänge nur einen verschwindend kleinen Teil aller Vorgänge dar. Das Unbewusste ist jedoch nicht von Natur aus unbewusst, sondern entsteht überhaupt nur aufgrund von (negativen) Erfahrungen (Trauma), zumeist erzieherische Strafandrohungen, die vor allem in der Kindheit prägend auftreten, da sich das Individuum dort in einer psychischen Schwächeposition befindet.
- wichtige Rolle der Sexualität, der Wunschverdrängung aufgrund von Erziehung, wie des aus der Verdrängung resultierenden Unbewussten
- Traumdeutung
- kleine, kaum bewusste Angewohnheiten
- Freud’sche Fehlleistung, d. h. Versprecher

### Neuropsychologie
Basierend auf der Neurologie, Neurophysiologie, auf der Ebene einzelner Nervenzellen und ihren Systemen.
- neuronale Netzwerke
- Hebbsche Lernregel
- basierend auf modernen Methoden greift sie in die Aussagen fast jeder Schule ein
- historisch besonders konträr gegen die Psychoanalyse orientiert

### Strukturalismus
Nach Wilhelm Wundt, gegründet 1879 im ersten psychologischen Labor an der Universität Leipzig. Diese Schule beschäftigte sich vornehmlich mit der Wahrnehmung und hat einige Gesetzmäßigkeiten entdeckt, die heute als allgemeingültig gelten. Von dieser Schule wurden zudem die Gütekriterien aufgestellt, die heute allgemein in allen biologischen Wissenschaften als verbindlich gelten:
- Objektivität
- Validität
- Reliabilität

## Beziehung der verschiedenen Schulen untereinander
Schon früh trat Streit unter den einzelnen psychologischen Schulen auf; dieser ist bis heute oft grundlegend. Die Streitpunkte sind weit gefächert und reichen von Forschung (insbesondere hinsichtlich des Forschungsgegenstands sowie der verwendeten Methodik) über Lehre bis hin zu Diagnostik und Intervention (siehe auch: Psychotherapie). Sie lassen sich auf einzelne Grundannahmen zurückführen, die die Schulen zumeist konträr behandeln.
So stehen behavioristische Schulen traditionell psychoanalytischen Schulen unversöhnlich gegenüber. Diese angespannte Beziehung geht wissenschaftshistorisch weit zurück und lässt sich auf das Schlagwort der Black Box zuspitzen. Die grundlegenden Annahmen beider Schulen in diesem Punkt sind diametral entgegengesetzt, woraus resultiert, dass psychotherapeutische und damit tiefenpsychologische einerseits und behavioristische methodische Konzepte andererseits auf weiten Strecken miteinander unvereinbar sind. So ist die aus dem Behaviorismus hervorgegangene Verhaltenstherapie grundlegend anders aufgebaut als die aus der wissenschaftlichen Psychoanalyse stammende tiefenpsychologische Psychotherapie (Freud’sche Psychoanalyse).
Ein anderes Beispiel für die Beziehung zwischen psychologischen Schulen gibt es im Bereich der Biologischen Psychologie Neuropsychologie und der Psychoanalyse, die historisch gesehen lange Zeit als unvereinbar galten. Vor allem aber die jüngere Entdeckung inhibitorisch wirkender Erregungskreise im Gehirn ist vielversprechend für die neuropsychologische Bestätigung unbewusster Prozesse.

## Gerontopsychologie
Die Gerontopsychologie beschäftigt sich mit älteren Menschen. Unter anderem werden die verschiedenen Formen der Demenz behandelt und es wird versucht, mit Gesprächen und „Therapie Runden“, zur Zeit vor allem in Altersheimen, -siedlungen, und -wohnungen, die älteren Menschen von oftmals vorhandener Einsamkeit zu lösen.
Die Gerontopsychologie befasst sich mit dem Anteil des Erlebens und Verhaltens des Menschen, der dem Alterungsprozess sowie auch dessen Beeinflussbarkeit zuzuschreiben ist. Sie ist als Teildisziplin sowohl der Psychologie als auch der Gerontologie zuzuordnen. Es handelt sich dabei um ein relativ junges Gebiet der Entwicklungspsychologie.
Diese etablierte sich als eigenständiges Gebiet erst Ende der 1980er Jahre, nachdem es aufgrund verschiedener empirischer Befunde notwendig geworden war, bisherige eindimensionale Entwicklungskonzepte zu überarbeiten, welche davon ausgingen, dass die menschliche Entwicklung nach Kindheit und Jugend abgeschlossen sei. Forschung zum Altern im Speziellen wurde zwar auch schon vorher durchgeführt, jedoch vor allem im Bereich der Differentiellen Psychologie aufgrund der engen Grenzen des Entwicklungsbegriffes.
Die Gerontologie reflektiert den Wandel des Altersbildes in der Gesellschaft. Zielgruppe sind hierbei die allgemeine Öffentlichkeit, die Senioren selbst, beruflich mit Senioren befasste Gruppen und die Politik. Als Medium zwischen Universitäten und Allgemeinheit dienen Seniorentage und Kongresse.
Zur gerontologischen Forschung zählen die Untersuchung der biologischen Grundlagen des Älterwerdens ebenso wie die Veränderung der sozialen Systeme. Sozialwissenschaften und Demographie bilden Nachbarwissenschaften der Gerontologie. Ziel der Gerontologie ist die Verknüpfung unterschiedlicher Fachbereiche wie Geriatrie, Gerontopsychiatrie, Altenpflege und Sozialarbeit zu einer eigenständigen wissenschaftlichen Disziplin. Es ist eine verstärkte Zuwendung zu pragmatischen Fragestellungen zu beobachten. Auch Disziplinen der Volkswirtschaftslehre bedienen etwa die Frage nach einer optimalen Ausgestaltung des Rentensystems. Wirtschaftswissenschaftliche Kenntnisse werden aufgrund der steigenden Managementorientierung des Bereiches in Zukunft zunehmen. Die Deutsche Bundesregierung hat bislang sechs Altenberichte veröffentlicht, welche die Situation alter Menschen untersuchen (1991–2010).